# Illustrierte Flora von Mittel-Europa

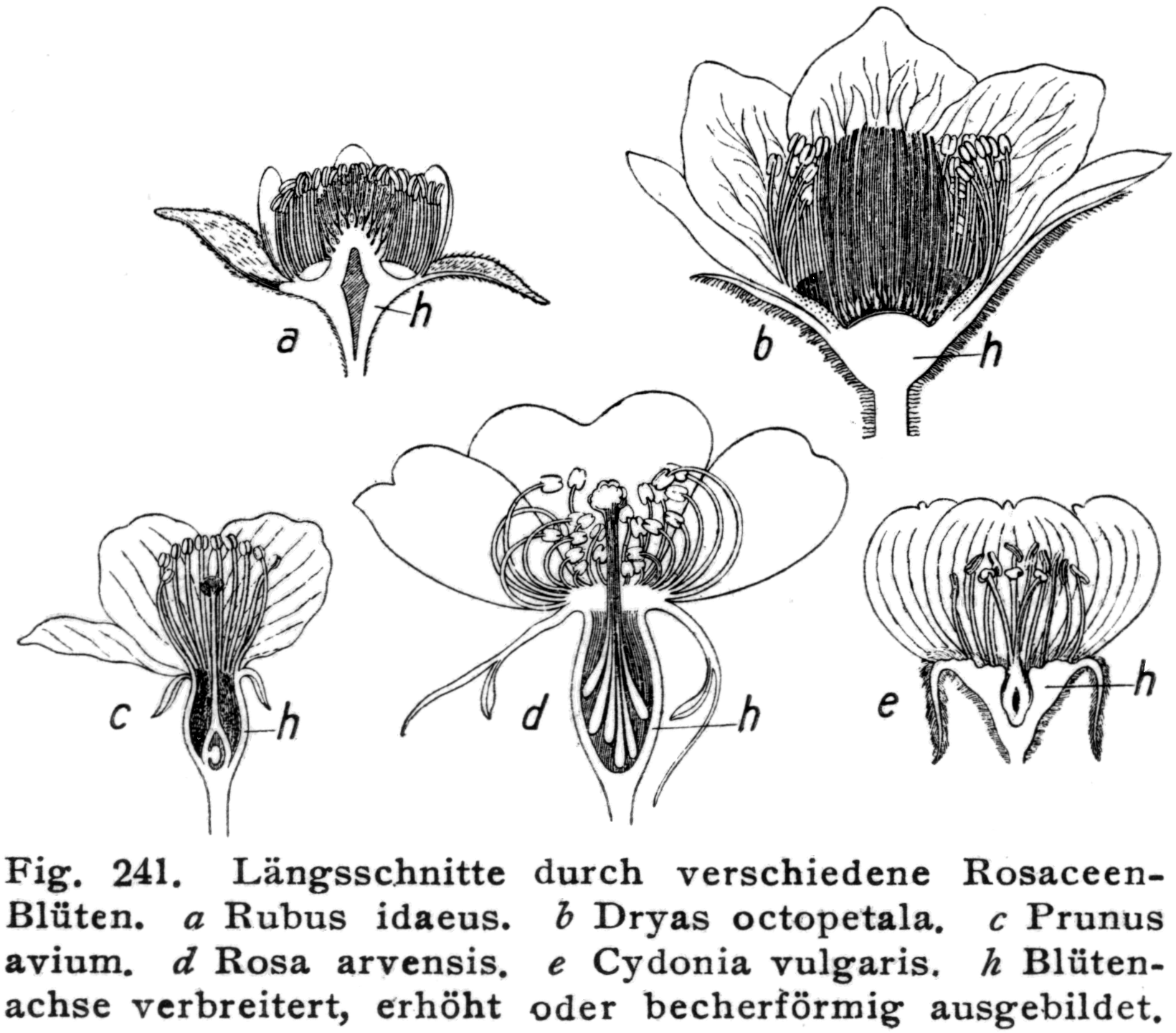

Die Illustrierte Flora von Mittel-Europa, mit vollem Titel Illustrierte Flora von Mittel-Europa mit besonderer Berücksichtigung von Deutschland, Oesterreich und der Schweiz zum Gebrauche in den Schulen und zum Selbstunterricht, ist eine von Gustav Hegi begründete Flora deutscher Sprache, die den gesamten Bestand der mitteleuropäischen Pflanzenwelt darzustellen sucht. Sie ist bis in die Gegenwart ein bedeutendes Standardwerk.
Das Werk wurde nur in der ersten Auflage vollendet, eine nachfolgende zweite Auflage blieb, insbesondere durch mehrere Verlagswechsel bedingt, unvollendet, einzelne Bände allerdings erfuhren bereits eine dritte Neuauflage. Im Jahr 2016 erschien noch einmal ein gedruckter Band des – nach seinem Begründer häufig so genannten – „Hegi“ im Jenaer Weissdorn-Verlag. Der Verlag entschied sich jedoch im Jahr 2019 wegen niedriger Verkaufszahlen, die Herausgabe weiterer Neubearbeitungen einzustellen.

## Editionsgeschichte
Hegi hatte 1905 bereits die erfolgreiche „Alpenflora“ verfasst, die bei seinem Verleger, Julius Friedrich Lehmann, den Wunsch nach einem vergleichbaren Werk für die deutsche Flora weckte, 1906 übernahm Hegi den Auftrag dazu. Der Umfang der bearbeiteten Region orientierte sich an einem weitgreifenden Verständnis des deutschen Sprachraums und umfasste Deutschland, Österreich und die Schweiz sowie das Baltikum, Polen, die Tschechoslowakei, den Nordwesten Jugoslawiens, Nord-Italien und das östliche Frankreich.
1908 legte Hegi den ersten Band des Werkes vor, 1931 den letzten. Das Werk umfasste nach Abschluss 13 Bände mit rund 7000 Seiten. Rund zwei Drittel des gesamten Textes stammten von Hegi, wichtige Ko-Autoren waren Helmut Gams (Bd. 4, Teilbd. 3 sowie Bd. 5, Teilbdd. 1 und 4), Albert Thellung (Bd. 4, Teilbd. 1), aber auch Heinrich Marzell, der in allen Bänden die Volksnamen betreute. Gegen Ende der Arbeit erkrankte Hegi schwer, kurz nach der Veröffentlichung des letzten Bandes starb er 1932.
Bereits 1935 erschien, herausgegeben von Karl Suessenguth, mit einem aktualisierten Band 1 der erste Band einer zweiten, geringfügig überarbeiteten Auflage, ein weiterer (der erste Teilband von Band 2) folgte 1939. Während des Zweiten Weltkrieges ruhte die Arbeit an der Flora, der nächste Band, der von Karl Heinz Rechinger herausgegebene Band 3 erschien erst 1958. Bereits ab 1966 erschien eine dritte Auflage. 1975 übernahm der Paul Parey Verlag das Projekt, mit dessen Konkurs übernahm es 1995 der Blackwell Verlag, später wiederum der Weissdorn Verlag in Jena, der das Projekt derzeit betreibt. Mehr oder weniger kontinuierlich wurden der Wechsel ungeachtet weitere Bände veröffentlicht, vielfach allerdings in einzelnen Lieferungen. Die Auflage ist derzeit sehr heterogen: während sich einzelne Bände bereits in der dritten Auflage befinden, sind andere Bände seit der Erstauflage nicht erneut überarbeitet worden.
Als Begleitwerk erschien 1970 bzw. in zweiter Auflage 1977 von Ulrich Hamann und Gerhard Wagenitz eine „Bibliographie zur Flora von Mitteleuropa“.

## Bedeutung
Ein für die Region vergleichbares Werk gibt es bisher nicht, hier ist es nach wie vor das Standardwerk. Die „Illustrierte Flora von Mittel-Europa“ ist ausgesprochen einflussreich gewesen, so war sie eines der fünf Florenwerke, welche die Basis der Flora Europaea bildeten.
1987 resümierte Rudolf Schmid in einer Besprechung eines neuen Bandes, die Flora sei „… bemerkenswert wegen ihrer schönen Illustrationen, ausführlichen Bibliographien sowie der detaillierten Beschreibungen der Morphologie, Anatomie, Taxonomie, Ökologie und der Floristik der behandelten Taxa. Das Werk hat Bedeutung weit über die Grenzen des behandelten Raumes hinaus wegen seiner Behandlung kultivierter und weitverbreiteter Pflanzen sowie seiner detaillierten und aktuellen Darstellung des Wissens in den zuvor erwähnten Gebieten.“.
Der enorme Umfang des „Hegi“, der – neben der üblichen, hier allerdings sehr ausführlichen Beschreibung und taxonomischen Angaben – selbst Aspekte wie Ethnobotanik, Volksnamen, Palynologie, Paläobotanik, Phytochemie usw. umfangreich berücksichtigte, warf aber Fragen danach auf, ob dies noch der tatsächlichen Funktion einer Flora entspräche.

## Digitalisierte Ausgaben der ersten Auflage
Die Universitäts- und Landesbibliothek Düsseldorf hat folgende Bände als digitalisierte Ausgabe veröffentlicht:
- 1. Pteridophyta, Gymnospermae und Monocotyledones. 1906
- 2. Monocotyledones. 1907
- 3. Dicotyledones. 1912
- 4,1. Dicotyledones. 1919
- 4,2. Dicotyledones. 1923
- 4,3. Dicotyledones. 1924
- 5,1. Dicotyledones. 1925
- 5,2. Dicotyledones. 1926
- 5,3. Dicotyledones. 1927
- 5,4. Dicotyledones. 1927
- 6,1. Dicotyledones. 1918
- 6,2. Dicotyledones. 1929
- 7. Gesamtregister. 1931

Auch die Bibliothek des Real Jardín Botánico de Madrid bietet Digitalisate aller Bände der ersten Auflage an:
- Bände 1 bis 7

## Ausgaben (Auswahl)
- Gustav Hegi: Illustrierte Flora von Mittel-Europa. Hrsg.: Hans J. Conert u. a. 2. Auflage. ab Band 7, 1975.

## Nachweise
1. ↑  Titelaufnahme Band VI 2B, 2. Auflage 2016, im Katalog der UB Frankfurt.
2. ↑  Eckehart J. Jäger: "Die Ranunculaceae der Flora von Zentraleuropa – Einführung: Die Geschichte des Hegi, Illustrierte Flora von Mitteleuropa" (online publiziert auf den Webseiten der GEFD).
3. 1 2 3  Anonymus: Hintergründe – Zur Geschichte und Zukunft des HEGI, Website des Verlags, Online
4. 1 2  Rudolf Schmid: Review Gustav Hegi's Illustrierte Flora von Mitteleuropa, Bd. 1, Pteridophyta, Spermatophyta, 3. Aufl., Tl. 1, Pteridophyta von H. J. Conert; U. Hamann; W. Schultze-Motel; G. Wagenitz; K. U. Kramer; J. Dostál; T. Reichstein; C. R. Fraser-Jenkins; Gustav Hegi In: Taxon. Band. 36, Nr. 4, 1987, S. 777, DOI:10.2307/1221140.
5. 1 2  D. G. Frodin: Guide to standard floras of the world. 2. Auflage. Cambridge University Press, Cambridge 2001, ISBN 0-521-79077-8, S. 572–574.